# Gara Łakatnik
Gara Łakatnik (bułg. Гара Лакатник) – wieś w zachodniej Bułgarii. Znajduje się w gminie Swoge, w obwodzie sofijskim.

## Geografia
Gara Łakatnik znajduje się w przełomie Iskyru w Starej Płaninie 50 km na północny zachód od Sofii i 20 km od Swoge. W bezpośredniej okolicy znajdują się znane Łakatniszki skali (Łakatnickie Skały).

## Pochodzenie nazwy
Nazwa całego miejsca (jak i skał) pochodzi od zakrętu, który wykonuje Iskyr – w kształcie zgiętego łokcia (łakyt) – Łakatnik. Z kolei gara oznacza dworzec (z franc. gare) i pochodzi od tutejszego dworca kolejowego, dla rozróżnienia od pobliskiej wsi Łakatnik.

## Zabytki kultury i przyrody
Koło Gary Łakatnik znajdują się Łakatniszki skali (Łakatnickie skały), jeden z najpiękniejszych przyrodniczych zabytków Bułgarii. Na szczycie skał wznosi się duży pomnik z kamiennych bloków, wybudowany ku pamięci poległych powstańców z 1923 roku. Co roku między 10 i 17 maja odbywa się tam uroczystość. Na skale naprzeciwko pomnika jest wysoki metalowy krzyż, wzniesiony ku pamięci wszystkich alpinistów i turystów górskich, którzy zginęli na skałach.
Koło Gary Łakatnik jest też dużo jaskiń, na przykład Temnata dupka (Ciemna dziura), Radżiszkata itd. Idealne warunki do wspinaczki skalnej. Punkt wyjściowy dla krótkodystansowej turystyki górskiej.

## Wydarzenia cykliczne
- Święto wsi (sybor) ma miejsce każdej drugiej niedzieli maja, przed południem są różne uroczystości, a wieczorem pochód z pochodniami, który wyrusza o zmierzchu spod pomnika.

## Galeria

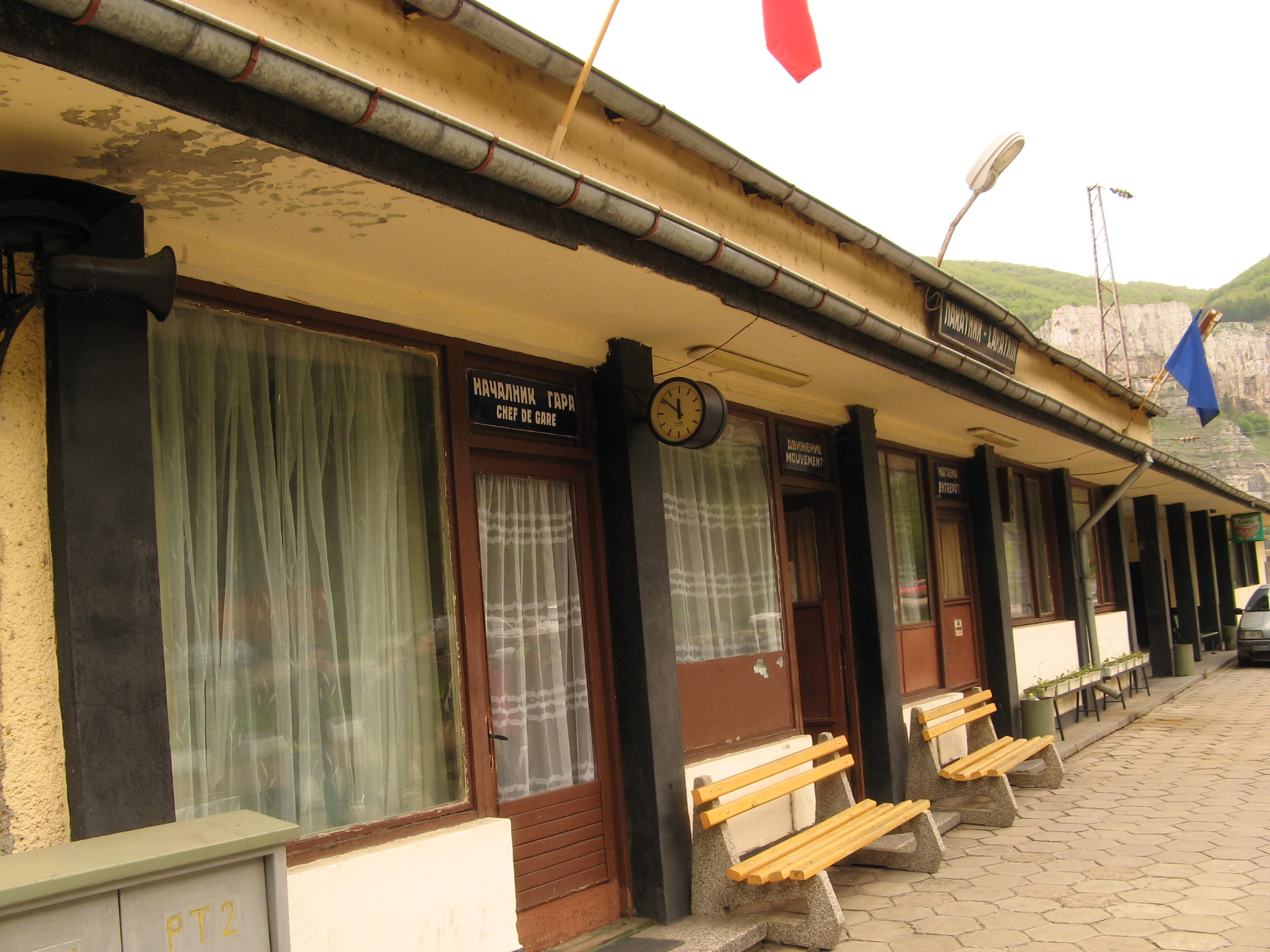
Dworzec kolejowy Gara Łakatnik
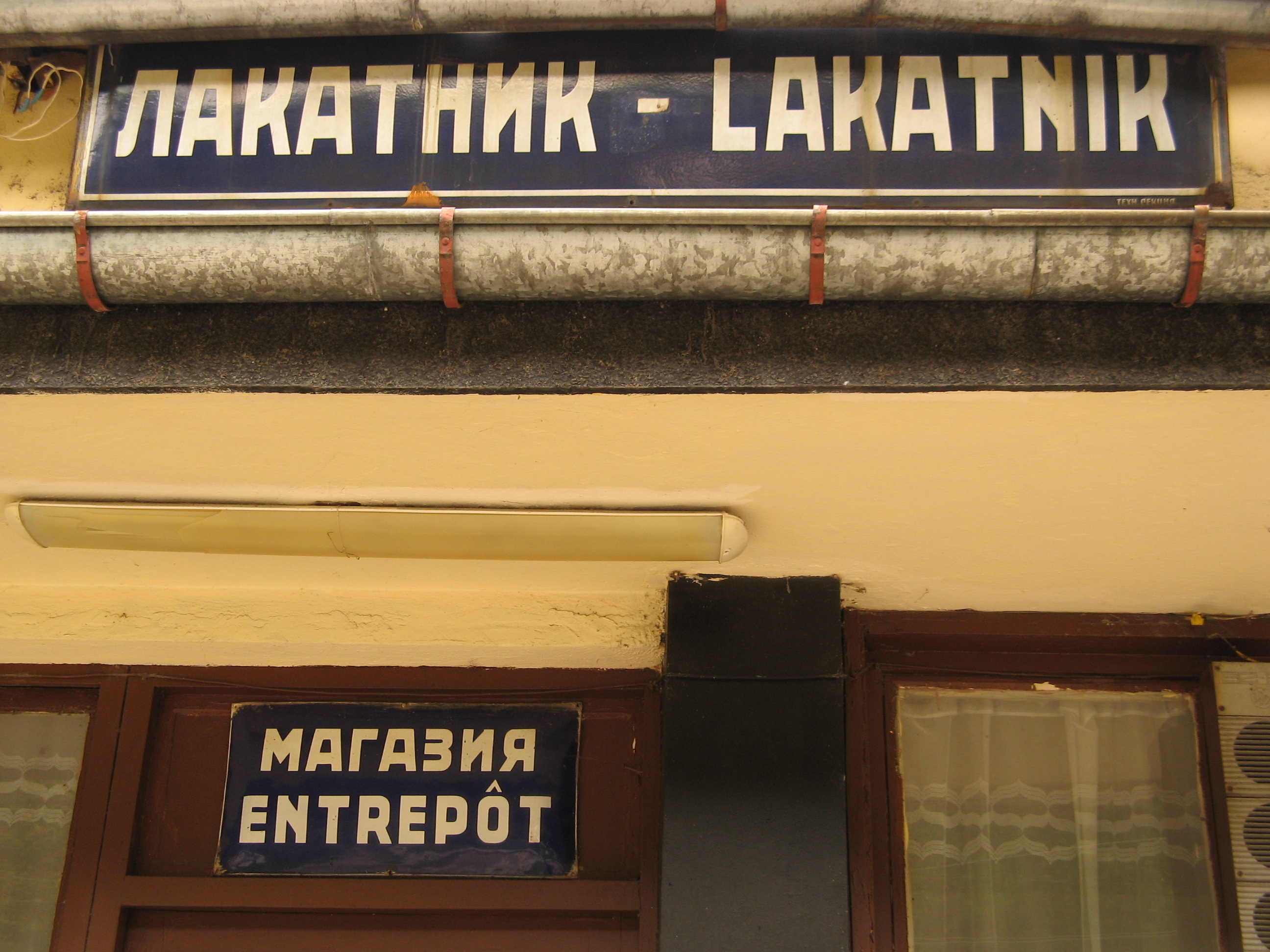
Gara Łakatnik (tablica na stacji kolejowej)
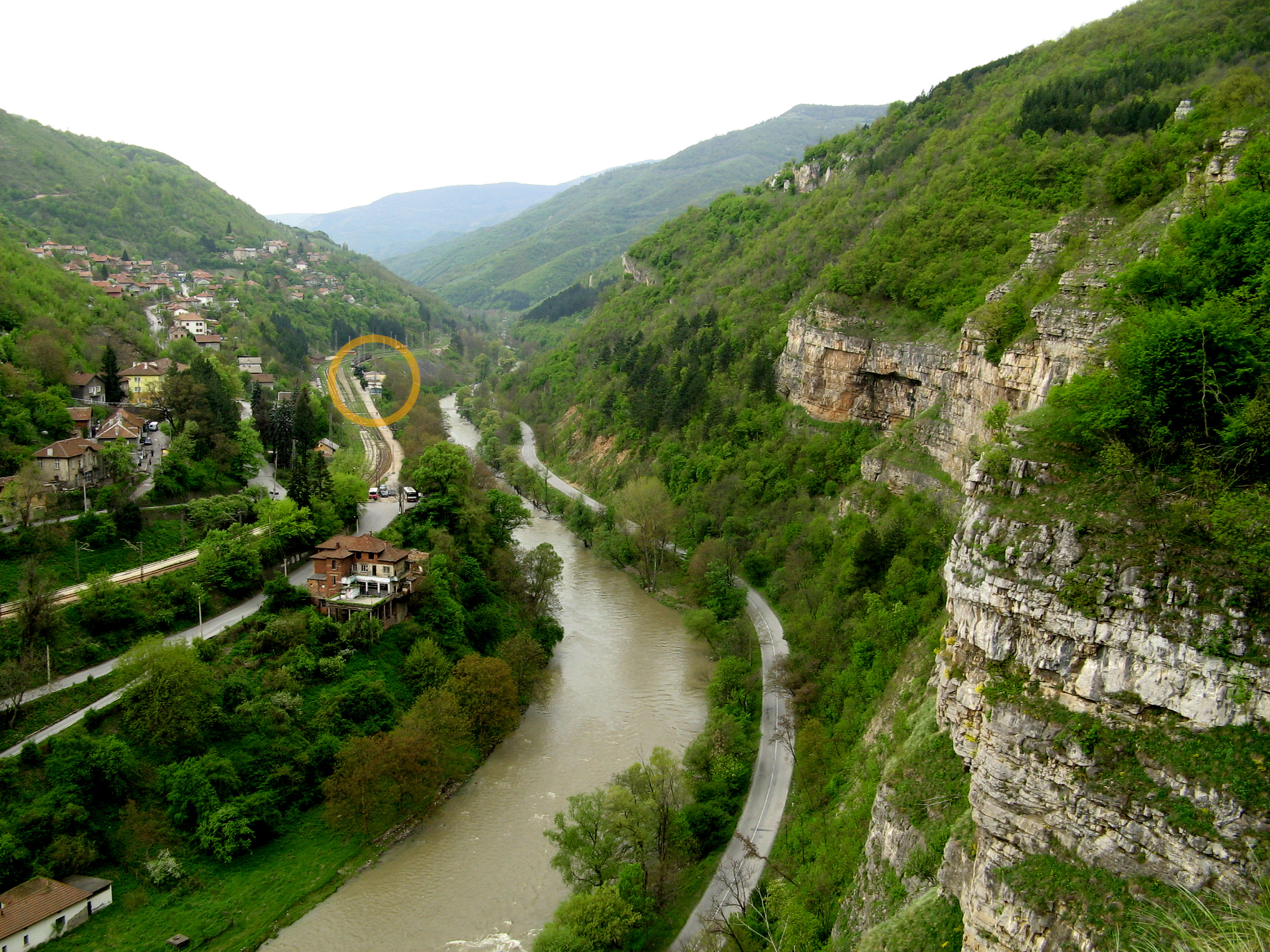
Gara Łakatnik (stacja kolejowa zaznaczona kółkiem)
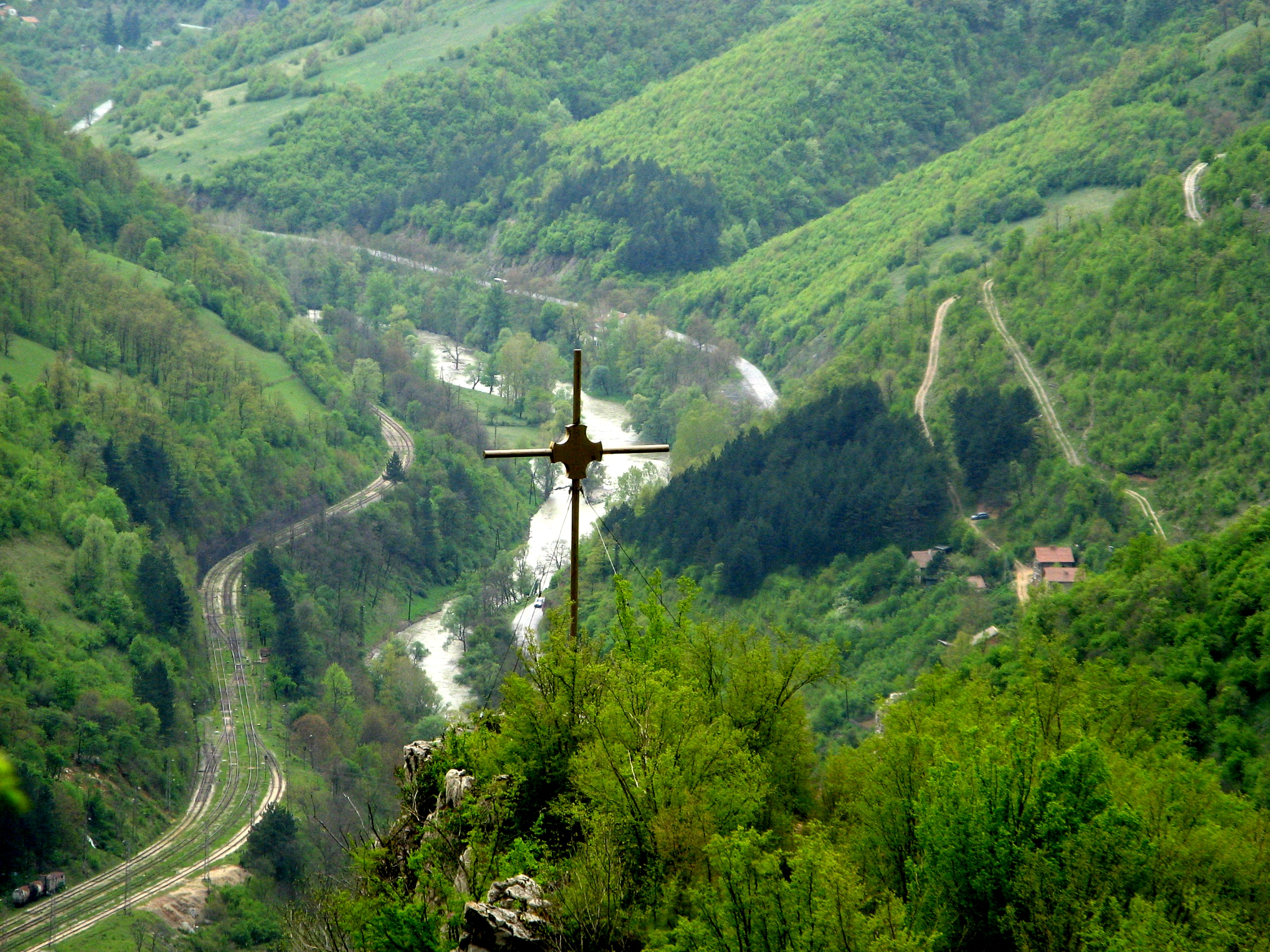
Krzyż i okolice Gary Łakatnik
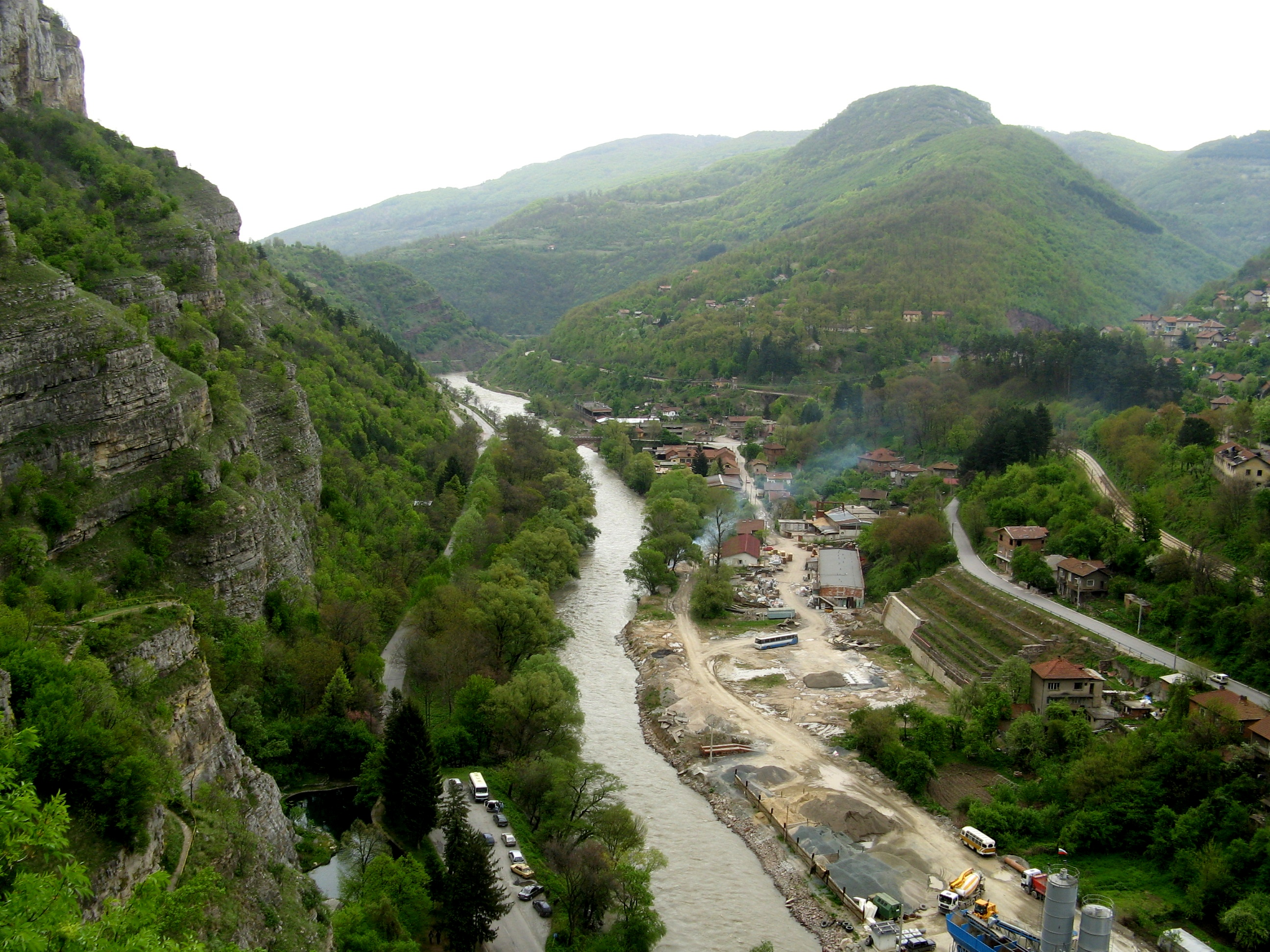
Przemysłowe budynki wokół Gary Łakatnik
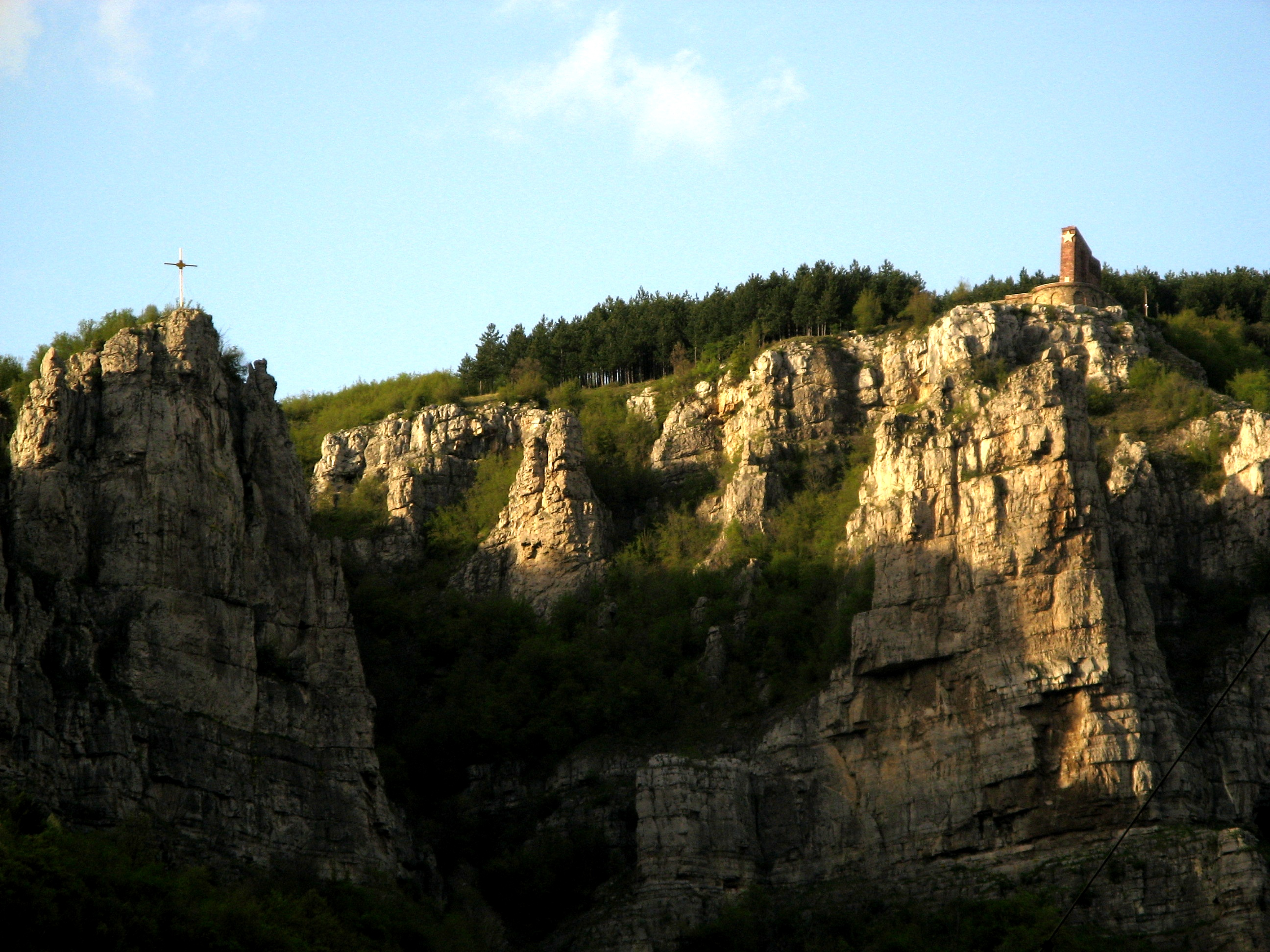
Skały w przełomie Iskyru, widoczny pomnik powstańców z 1923 roku oraz krzyż